# Alchemilla nemoralis
Alchemilla nemoralis é uma espécie de rosácea do gênero Alchemilla, pertencente à família Rosaceae.